# Gustave Fallot
Pour les articles homonymes, voir Fallot.
Gustave Fallot, est un philologue français né à Montbéliard le 17 novembre 1807 et mort à Paris le 6 juillet 1836.

## Biographie
Issu d'une famille de négociants protestants, alliée à celle de Cuvier, Gustave Fallot, fils de Jacques-Frédéric Fallot et de Catherine Tuefferd, est placé par son père dès sa sortie du collège chez un maître de forges de Gray, Jean-Baptiste Jobard. Fallot n'a aucun goût pour le commerce et sa seule consolation était la lecture : il passe le plus clair de son temps à la bibliothèque publique de Gray. Il contacte en 1829 Charles Weiss, conservateur de la bibliothèque de Besançon, qui le fait entrer chez l'imprimeur Gauthier où il est chargé de réviser et de corriger les ouvrages à éditer, tout en continuant ses études. Il s'y lie d'amitié avec Pierre-Joseph Proudhon.
En juin 1831, il se rend à Paris, muni des lettres de recommandations de Charles Weiss. Il y vit mal, de petits travaux littéraires et d'articles dans les journaux. En 1832, il bénéficie d'une pension de l'Académie des sciences, belles-lettres et arts de Besançon et de Franche-Comté, d'un montant de 1 500 francs, payable pendant trois ans, fondée par la veuve de Jean Baptiste Suard « en faveur des jeunes Francs-Comtois sans fortune qui se destinent à la carrière des Lettres ». En 1833, il entre à l'École royale des chartes ; en juillet 1834, il est nommé secrétaire du Comité de l'histoire de France par François Guizot. En décembre 1834 il obtient le diplôme d'archiviste paléographe (étant le premier major de promotion de l'École des chartes)[Information douteuse] et est nommé sous-bibliothécaire de l'Institut de France. Il se consacre sans relâche à des travaux d'érudition : il achève son manuscrit sur les origines de la langue française et se propose notamment d'écrire une histoire généalogique de l'espèce humaine par les langues, et une étude sur la langue et la littérature slaves. 
Atteint du choléra lors de l'épidémie de 1832, très affaibli, il meurt à 29 ans, le 6 juillet 1836 d'une congestion cérébrale, à la suite d'une attaque de rougeole. Une vive amitié le liait à Pierre-Joseph Proudhon, qui, sollicité pour écrire sa biographie, se limita à saluer  sa mémoire dans une lettre où il exalte ses qualités

## Œuvres
- « Saint-Just », dans : Le Mercure du dix-neuvième siècle, tome 34, 1831, p. 25-34, 215-228
- Son ami Paul Ackermann se charge de publier son œuvre inachevée : Recherches sur les formes grammaticales de la langue française et de ses dialectes au XIIIe siècle, Paris, Imprimerie royale, 1839. L'ouvrage reçoit une mention très honorable au concours Volney de l'Institut en 1840.
- Ses manuscrits sont conservés à la bibliothèque de Montbéliard : Recherches sur la langue étrusque ; Recherches sur les origines de la langue latine ; Dialectes latins de l'Europe occidentale ; Mots primitifs de l'italien ; Mémoire sur la langue et la littérature slaves.